# ABC-Bereitschaftsgrad
In der Schweizer Armee existieren fünf Bereitschaftsgrade (BG), die dem ABC-Schutz dienen.
Diese Bereitschaftsgrade sollen Soldaten im Ernstfall vor den Gefahren der Atomaren, Biologischen und Chemischen Waffen schützen. Spezielle Formationen der ABC-Abwehr erhalten zusätzlich den CSA 2000.

## Bereitschaftsgrad 0 (ABC BG 0, Schutzbereitschaft)
Bereitschaftsgrad 0 ist die ABC Schutzbereitschaft. Das heisst, ABC-Schutzmaske, C-Schutzanzug, Überstiefel und Schutzhandschuhe sind vorbereitet und griffbereit. Zusätzlich sind Notration und Notwäsche im Kampfrucksack, die Feldflasche ist mit Flüssigkeit gefüllt.

## Bereitschaftsgrad 1 (ABC BG 1, C Teilschutz erleichtert)
C-Schutzanzug wird angezogen und Kampfstoffnachweispapier wird auf die Uniform geklebt. 
ABC-Schutzmaske, Überstiefel und Schutzhandschuhe sind griffbereit.

## Bereitschaftsgrad 2 (ABC BG 2, C Teilschutz)
C-Schutzanzug und Überstiefel werden angezogen.
ABC-Schutzmaske und Schutzhandschuhe sind griffbereit.

## Bereitschaftsgrad 3 (ABC BG 3, C Vollschutz erleichtert)
C-Schutzanzug, ABC-Schutzmaske und Überstiefel werden angezogen und von anderen Soldaten kontrolliert.
Die Schutzhandschuhe sind griffbereit.

## Bereitschaftsgrad 4 (ABC BG 4, C Vollschutz)
Erleichterungen werden aufgehoben.
Der C-Schutzanzug, die ABC-Schutzmaske, die Überstiefel und die Schutzhandschuhe sind nun angezogen.
Der Schutz wird gegenseitig kontrolliert.